# تأثیر استنادی
شاخص تأثیر استنادی، میزان استفاده استنادی از آثار علمی را اندازه می‌گیرد. این شاخص نتیجهٔ تحلیل‌های استنادی یا کتاب‌سنجی است. از جمله اقداماتی که در تحلیل‌های استنادی انجام می‌شود می‌توان به اندازه‌گیری تعداد استنادات یک مقاله منحصر به فرد، یک نویسنده و یک نشریه علمی اشاره کرد.

## معیارهای سطح مقاله
یکی از مهم‌ترین سنجه‌های استنادی این است که بدانیم اغلب یک مقاله چندبار توسط سایر مقالات، کتاب‌ها یا سایر منابع (مثل پایان‌نامه‌ها) مورد استناد قرار گرفته‌است. میزان استناد به شدت وابسته به رشته و تعداد افرادی است که در آن حوزه کار می‌کنند. به عنوان مثال، بسیاری از دانشمندان در رشته علوم اعصاب فعالیت می‌کنند تا علوم ریاضی، و متخصصان علوم اعصاب نسبت به ریاضی دانان، بیشتر اقدام به انتشار مقاله می‌نمایند، از این رو، مقالات حوزه علوم اعصاب نسبت به مقالات حوزه علوم ریاضیات تعداد استنادات بیشتری دریافت می‌کنند. به‌طور مشابه، مقالات مروری نسبت به مقالات پژوهشی معمولی تعداد استنادات بیشتری دریافت می‌کنند، زیرا مقالات مروری خلاصه و چکیده‌ای از نتایج مقالات بسیاری را ارائه می‌نمایند. این امر ممکن است بیانگر این نکته نیز باشد که چرا مقالاتی که عنوان کوتاهتری دارند تعداد استنادات بیشتری دریافت می‌کنند، زیرا این گونه مقالات معمولاً حوزه گسترده‌تری را پوشش می‌دهند.

## مقالات پراستناد
پراستنادترین مقاله در طول تمام دوران، مقاله کلاسیک اولیور لوری است که در آن روشی را برای اندازه‌گیری غلظت پروتئین معرفی می‌کند. تا سال ۲۰۱۴ این مقاله در مجموع بیش از ۳۰۵۰۰۰ استناد دریافت کرده‌است. ۱۰ مقاله اول با بیشترین استناد، بیش از ۴۰۰۰۰ استناد دریافت کرده‌اند. برای رسیدن به ۱۰۰ مقاله برتر نیاز به ۱۲۱۱۹ مقاله تا سال ۲۰۱۴ می‌باشد. پایگاه‌های تامسون رویترز و وب آو ساینس با بیش از ۵۸ میلیون رکورد، فقط ۱۴۴۹۹ مقاله آن در سال ۲۰۱۴ بیش از ۱۰۰۰ استناد داشته‌است.